# جیمی دی‌گراسو
جیمی دی‌گراسو (انگلیسی: Jimmy DeGrasso؛ زادهٔ ۱۶ مارس ۱۹۶۳) طبل‌زن اهل ایالات متحده آمریکا است. وی از سال ۱۹۸۴ میلادی تاکنون مشغول فعالیت بوده است.
از فیلم‌ها یا برنامه‌های تلویزیونی که وی در آن نقش داشته است می‌توان به جهان وین اشاره کرد.